# Lista de prêmios e indicações recebidos por Sandy & Junior
Lista de prêmios e indicações recebidos pela dupla vocal brasileira Sandy & Junior.

## Prêmio Jovem Brasileiro
| Ano  | Indicação      | Categoria     | Resultado |
| ---- | -------------- | ------------- | --------- |
| 2002 | Sandy & Junior | Dupla Musical | Venceram  |

## Prêmio Multishow de Música Brasileira
| Ano  | Indicação               | Categoria     | Resultado |
| ---- | ----------------------- | ------------- | --------- |
| 2000 | As Quatro Estações      | Melhor CD     | Indicados |
| 2000 | "As Quatro Estações"    | Melhor Clipe  | Indicados |
| 2000 | "As Quatro Estações"    | Melhor Música | Indicados |
| 2001 | Quatro Estações: O Show | Melhor CD     | Indicados |
| 2001 | Turnê Quatro Estações   | Melhor Show   | Venceram  |
| 2001 | "A Lenda"               | Melhor Clipe  | Venceram  |
| 2002 | Sandy & Junior          | Melhor CD     | Indicados |
| 2002 | Sandy & Junior 2002     | Melhor Show   | Venceram  |
| 2002 | "O Amor Faz"            | Melhor Clipe  | Indicados |
| 2003 | Ao Vivo no Maracanã     | Melhor CD     | Indicados |
| 2003 | Sandy & Junior 2002     | Melhor Show   | Venceram  |
| 2003 | "Love Never Fails"      | Melhor Clipe  | Indicados |
| 2004 | Identidade              | Melhor CD     | Indicados |
| 2004 | "Desperdiçou"           | Melhor Clipe  | Indicados |
| 2005 | Identidade Tour         | Melhor Show   | Indicados |
| 2005 | "Nada Vai Me Sufocar"   | Melhor Clipe  | Indicados |
| 2020 | Sandy & Junior          | Dupla do Ano  | Indicados |

## MTV

### MTV Millenial Awards Brasil
| Ano  | Indicação      | Categoria        | Resultado |
| ---- | -------------- | ---------------- | --------- |
| 2019 | Sandy & Junior | Voltou com Tudo! | Venceram  |
| 2020 | Sandy & Junior | Live das Lives   | Indicados |

### Video Music Brasil
| Ano  | Indicação                | Categoria                | Resultado |
| ---- | ------------------------ | ------------------------ | --------- |
| 1999 | "No Fundo do Coração"    | Escolha da audiência     | Indicados |
| 2000 | "Imortal"                | Escolha da Audiência     | Indicados |
| 2000 | "Imortal"                | Melhor Videoclipe de Pop | Indicados |
| 2001 | "Enrosca"                | Clipe do Ano             | Indicados |
| 2001 | "Enrosca"                | Melhor videoclipe de Pop | Indicados |
| 2001 | "Enrosca"                | Escolha da Audiência     | Indicados |
| 2001 | "Enrosca"                | Direção                  | Indicados |
| 2001 | "Enrosca"                | Direção de Arte          | Indicados |
| 2001 | "Enrosca"                | Edição                   | Indicados |
| 2002 | "O Amor Faz"             | Escolha da Audiência     | Indicados |
| 2004 | "Desperdiçou"            | Escolha da Audiência     | Indicados |
| 2004 | "Desperdiçou"            | Edição                   | Indicados |
| 2004 | "Desperdiçou"            | Clipe Pop                | Indicados |
| 2004 | "Desperdiçou"            | Clipe do Ano             | Indicados |
| 2005 | "Nada Vai Me Sufocar"    | Escolha da Audiência     | Indicados |
| 2005 | "Nada Vai Me Sufocar"    | Direção de Arte          | Indicados |
| 2005 | "Nada Vai Me Sufocar"    | Clipe Pop                | Indicados |
| 2006 | "Estranho Jeito de Amar" | Clipe Pop                | Indicados |

## Meus Prêmios Nick
| Ano  | Indicação             | Categoria                | Resultado |
| ---- | --------------------- | ------------------------ | --------- |
| 2000 | "Imortal"             | Videoclipe favorito      | Venceram  |
| 2000 | "As Quatro Estações"  | Música Favorita          | Venceram  |
| 2001 | "A Lenda"             | Videoclipe Favorito      | Venceram  |
| 2002 | "O Amor Faz"          | Videoclipe Favorito      | Venceram  |
| 2002 | "Love Never Fails"    | Música Internacional     | Venceram  |
| 2004 | "Desperdiçou"         | Videoclipe Favorito      | Venceram  |
| 2004 | Sandy & Junior        | Trabalho Solidário       | Venceram  |
| 2005 | "Nada Vai Me Sufocar" | Videoclipe Favorito      | Indicados |
| 2005 | "Nada Vai Me Sufocar" | Música Favorita          | Indicados |
| 2006 | "Replay"              | Videoclipe Favorito<     | Indicados |
| 2006 | "Replay"              | Música Favorita          | Indicados |
| 2006 | Sandy & Junior        | Banda Favorita           | Indicados |
| 2019 | Sandy & Junior        | Artista Musical Favorito | Indicados |

## Melhores do Ano
| Ano  | Indicação      | Categoria             | Resultado |
| ---- | -------------- | --------------------- | --------- |
| 1999 | Sandy & Junior | Dupla do Ano          | Venceram  |
| 2003 | Sandy & Junior | Melhor Grupo ou Dupla | Indicados |
| 2004 | Sandy & Junior | Melhor Grupo ou Dupla | Venceram  |

## Melhores do Ano NaTelinha
| Ano  | Indicação      | Categoria            | Resultado |
| ---- | -------------- | -------------------- | --------- |
| 2019 | Sandy & Junior | 2019 Foi o Ano de... | Venceram  |

## Prêmio TIM de Música
| Ano  | Indicação      | Categoria                      | Resultado |
| ---- | -------------- | ------------------------------ | --------- |
| 2004 | Sandy & Junior | Melhor Dupla de Canção Popular | Indicados |
| 2008 | Sandy & Junior | Melhor Dupla de Canção Popular | Venceram  |

## Grammy Latino
| Ano  | Indicação      | Categoria                                    | Resultado |
| ---- | -------------- | -------------------------------------------- | --------- |
| 2006 | Sandy & Junior | Melhor Álbum de Pop Contemporâneo Brasileiro | Indicados |

## Prêmio iG Pop
| Ano  | Indicação      | Categoria             | Resultado |
| ---- | -------------- | --------------------- | --------- |
| 2006 | Sandy & Junior | Melhor Álbum Nacional | Venceram  |

## Prêmio Globo Rádio
| Ano  | Indicação           | Categoria                      | Resultado |
| ---- | ------------------- | ------------------------------ | --------- |
| 2007 | Sandy & Junior 2006 | Melhor show - Arrasta Multidão | Indicados |
| 2007 | Sandy & Junior      | Conjunto da obra               | Indicados |

## Prêmio Contigo! de TV
| Ano  | Indicação      | Categoria                       | Resultado |
| ---- | -------------- | ------------------------------- | --------- |
| 2003 | Sandy & Junior | Melhor Programa Infanto-Juvenil | Venceram  |

## Capricho Awards
| Ano  | Indicação                | Categoria              | Resultado |
| ---- | ------------------------ | ---------------------- | --------- |
| 2006 | "Estranho Jeito de Amar" | Melhor Música          | Venceram  |
| 2006 | www.sandyejunior.com.br  | Melhor Site            | Indicados |
| 2007 | "Abri os Olhos"          | Melhor Música Nacional | Venceram  |